# Prachtmees
De prachtmees (Pardaliparus venustulus; synoniem: Parus venustulus; synoniem: Periparus venustulus) is een zangvogel uit de familie Paridae (mezen).

## Verspreiding en leefgebied
Deze soort is endemisch in oostelijk, centraal en zuidelijk China.

## Status
De grootte van de populatie is niet gekwantificeerd maar de soort wordt omschreven als plaatselijk algemeen. Op de Rode lijst van de IUCN heeft deze soort de status niet bedreigd.